# Роланд Шварц
Роланд Шварц (нім. Roland Schwarz; нар. 14 серпня 1996) — німецький борець греко-римського стилю, бронзовий призер чемпіонату світу, срібний та бронзовий призер чемпіонатів Європи, бронзовий призер Кубку світу.

## Життєпис
Син від першого шлюбу радянського, російського і азербайджанського борця греко-римського стилю чеченського походження, чотириразового чемпіона світу, дворазового чемпіона Європи, володаря Кубку світу, срібного призера Олімпійських ігор, включеного до Всесвітньої Зали слави Міжнародної федерації об'єднаних стилів боротьби Іслама Дугучієва. З дитячих років живе у Німеччині. Боротьбою почав займатися з 2004 року.
Виступає за борцівські клуби «TuS» Адельцгаузен та «ASC» Біндлах. Тренери — Маттіас Форнофф (з 2007), Міхаель Карл (з 2017).
Бронзовий призер чемпіонатів Німеччини 2017, 2018 та 2022 років.
Шварц живе в південній частині Нюрнберга. Він вивчав міжнародний бізнес-аналіз в Університеті Фрідріха-Александра в Ерлангені.

## Спортивні результати на міжнародних змаганнях

### Виступи на Чемпіонатах світу
| Змагання                        | Збірна    | Вагова категорія                 | Місце  |
| ------------------------------- | --------- | -------------------------------- | ------ |
| Чемпіонат світу з боротьби 2018 | Німеччина | греко-римська боротьба, до 82 кг | 7      |
| Чемпіонат світу з боротьби 2019 | Німеччина | греко-римська боротьба, до 77 кг | 22     |
| Чемпіонат світу з боротьби 2021 | Німеччина | греко-римська боротьба, до 77 кг | Бронза |
| Чемпіонат світу з боротьби 2022 | Німеччина | греко-римська боротьба, до 82 кг | 8      |

### Виступи на Чемпіонатах Європи
| Змагання                         | Збірна    | Вагова категорія                 | Місце  |
| -------------------------------- | --------- | -------------------------------- | ------ |
| Чемпіонат Європи з боротьби 2018 | Німеччина | греко-римська боротьба, до 82 кг | 5      |
| Чемпіонат Європи з боротьби 2019 | Німеччина | греко-римська боротьба, до 77 кг | Срібло |
| Чемпіонат Європи з боротьби 2023 | Німеччина | греко-римська боротьба, до 82 кг | Бронза |

### Виступи на Кубках світу
| Змагання                    | Збірна    | Вагова категорія                 | Місце  |
| --------------------------- | --------- | -------------------------------- | ------ |
| Кубок світу з боротьби 2020 | Німеччина | греко-римська боротьба, до 82 кг | Бронза |

### Виступи на Чемпіонатах світу серед військовослужбовців
| Змагання                                                  | Збірна    | Вагова категорія                 | Місце |
| --------------------------------------------------------- | --------- | -------------------------------- | ----- |
| Чемпіонат світу з боротьби серед військовослужбовців 2018 | Німеччина | греко-римська боротьба, до 82 кг | 5     |

### Виступи на інших змаганнях
| Змагання                                    | Збірна    | Вагова категорія                 | Місце  |
| ------------------------------------------- | --------- | -------------------------------- | ------ |
| Турнір Вехбі Емре і Гаміта Каплана 2015     | Німеччина | греко-римська боротьба, до 75 кг | 21     |
| Тор Мастерс 2017                            | Німеччина | греко-римська боротьба, до 75 кг | 15     |
| Кубок Владислава Пітласинські 2017          | Німеччина | греко-римська боротьба, до 80 кг | 16     |
| Тор Мастерс 2018                            | Німеччина | греко-римська боротьба, до 82 кг | Золото |
| Гран-прі Німеччини з боротьби 2018          | Німеччина | греко-римська боротьба, до 82 кг | Бронза |
| Тор Мастерс 2019                            | Німеччина | греко-римська боротьба, до 77 кг | Золото |
| Гран-прі Німеччини з боротьби 2019          | Німеччина | греко-римська боротьба, до 77 кг | 8      |
| Меморіал Маттео Пелліконе 2020              | Німеччина | греко-римська боротьба, до 82 кг | 8      |
| Тор Мастерс 2021                            | Німеччина | греко-римська боротьба, до 77 кг | 4      |
| Гран-прі Німеччини з боротьби 2022          | Німеччина | греко-римська боротьба, до 82 кг | Золото |
| Турнір Ібрагіма Мустафи 2023                | Німеччина | греко-римська боротьба, до 82 кг | 5      |
| Тор Мастерс 2023                            | Німеччина | греко-римська боротьба, до 82 кг | Срібло |
| Кубок Владислава Пітласинські 2023          | Німеччина | греко-римська боротьба, до 77 кг | 5      |
| Гран-прі Німеччини з боротьби 2023          | Німеччина | греко-римська боротьба, до 77 кг | 15     |
| Відкритий чемпіонат Загреба з боротьби 2024 | Німеччина | греко-римська боротьба, до 82 кг | 9      |
| Тор Мастерс 2024                            | Німеччина | греко-римська боротьба, до 77 кг | 7      |

### Виступи на змаганнях молодших вікових груп
| Змагання                                       | Збірна    | Вагова категорія                 | Місце |
| ---------------------------------------------- | --------- | -------------------------------- | ----- |
| Чемпіонат Європи з боротьби серед кадетів 2012 | Німеччина | греко-римська боротьба, до 76 кг | 16    |
| Чемпіонат світу з боротьби серед кадетів 2013  | Німеччина | греко-римська боротьба, до 76 кг | 20    |
| Чемпіонат Європи з боротьби серед юніорів 2016 | Німеччина | греко-римська боротьба, до 74 кг | 5     |
| Чемпіонат світу з боротьби серед юніорів 2016  | Німеччина | греко-римська боротьба, до 74 кг | 27    |